# Limosina pleurofasciata
Limosina pleurofasciata är en tvåvingeart som först beskrevs av Richards 1965.  Limosina pleurofasciata ingår i släktet Limosina och familjen hoppflugor.
Artens utbredningsområde är Tanzania. Inga underarter finns listade i Catalogue of Life.